# قائمة زملاء الجمعية الملكية المنتخبين في 1676
هذه الصفحة تعرض قائمة زملاء الجمعية الملكية المُنتخبين لعام 1676.

## الزملاء
1. John Mapletoft [الإنجليزية]‏